# Cómo cortar a tu patán
Cómo cortar a tu patán (también conocida como How to Break Up with Your Douchebag) es una película de comedia mexicana, estrenada el 13 de octubre de 2017. Dirigida por Gabriela Tagliavini y protagonizada por Mariana Treviño, Christopher Von Uckermann, Camila Sodi y Sebastián Zurita.

## Sinopsis
Amanda Lozano (Mariana Treviño), es una mujer que se gana la vida como terapeuta especializada en ayudar a las mujeres a terminar con relaciones destructivas. Es una mujer exitosa y empoderada, pero descubre que su hermana Natalia (Camila Sodi) está enamorada de un idiota más, vago y machista llamado Pepe (Sebastián Zurita), que no duda en ponerle los cuernos. Para separarla de él, planea una estrategia para conseguir que su hermana se enamore de su mejor amigo Leo (Christopher Von Uckermann). Lo que no sabe es que en medio de esta misión tendrá que enfrentarse a su mayor temor de todos: el amor.

## Reparto
- Mariana Treviño como Amanda
- Christopher Von Uckermann como Leo
- Sebastián Zurita como Pepe
- Camila Sodi como Natalia
- Marianna Burelli como Regina
- Giovanna Zacarías como Valeria
- Marina de Tavira como Mamá de Armando
- Michelle Rodríguez como Martita
- Macarena Miguel como Carla - Colegiala
- Elaine Haro como Amanda Niña
- Rebeca Zimbrón como Natalia Niña
- Jaime Aymerich como Coco
- María Soledad Gutiérrez como Mamá de Pepe
- Fermín Martínez como Trajinero
- Andreas Wigand como Puberto
- Jhonatan Montero como Novio Borracho
- Francisco Veyro Sagaon como Cirujano
- Maricela Escobar como Mamá de Regina
- Juan Lecanda como Novio Yogurt 1
- Uriel del Toro como Novio Yogurt 3
- Nacho Tahhan como Novio Sano
- Mike Dash como Performance Vaca / Performance Danza Aérea 1
- Dion Fandino como Performance Pollo
- María Capelletti como Performance Danza Aérea 2
- Edgar Alonso como Performance Tragafuego
- Rosemberg Salgado como Novio Yogurt 2